# Gornje Ledenice (Gradačac)
Pour les articles homonymes, voir Gornje Ledenice.
Gornje Ledenice (en cyrillique : Горње Леденице) est un village de Bosnie-Herzégovine. Il est situé dans la municipalité de Gradačac, dans le canton de Tuzla et dans la fédération de Bosnie-et-Herzégovine. Selon les premiers résultats du recensement bosnien de 2013, il compte 487 habitants.
Avant la guerre de Bosnie-Herzégovine, le village faisait entièrement partie de la municipalité de Gradačac ; après la guerre, une portion de son territoire a été rattachée à la municipalité de Pelagićevo, intégrée à la république serbe de Bosnie.

## Démographie

### Évolution historique de la population
| 1948 | 1953 | 1961 | 1971 | 1981 | 1991 | 2013 |
| ---- | ---- | ---- | ---- | ---- | ---- | ---- |
| -    | -    | 745  | 752  | 480  | 462  | 487  |

|  |

### Répartition de la population par nationalités (1991)
En 1991, les 462 habitants du village étaient tous Musulmans (bosniaques),.